# Gara Tighina-2
Bender-2 este cea de-a două gară din orașul Tighina, Republica Moldova, controlat momentan de către autoritățile separatiste din Transnistria.